# Annay (Pas-de-Calais)
Annay, ook Annay-sous-Lens genoemd, is een gemeente in het Franse departement Pas-de-Calais in de regio Hauts-de-France. De plaats maakt deel uit van het arrondissement Lens. Annay telde op 1 januari 2022 4.544 inwoners.

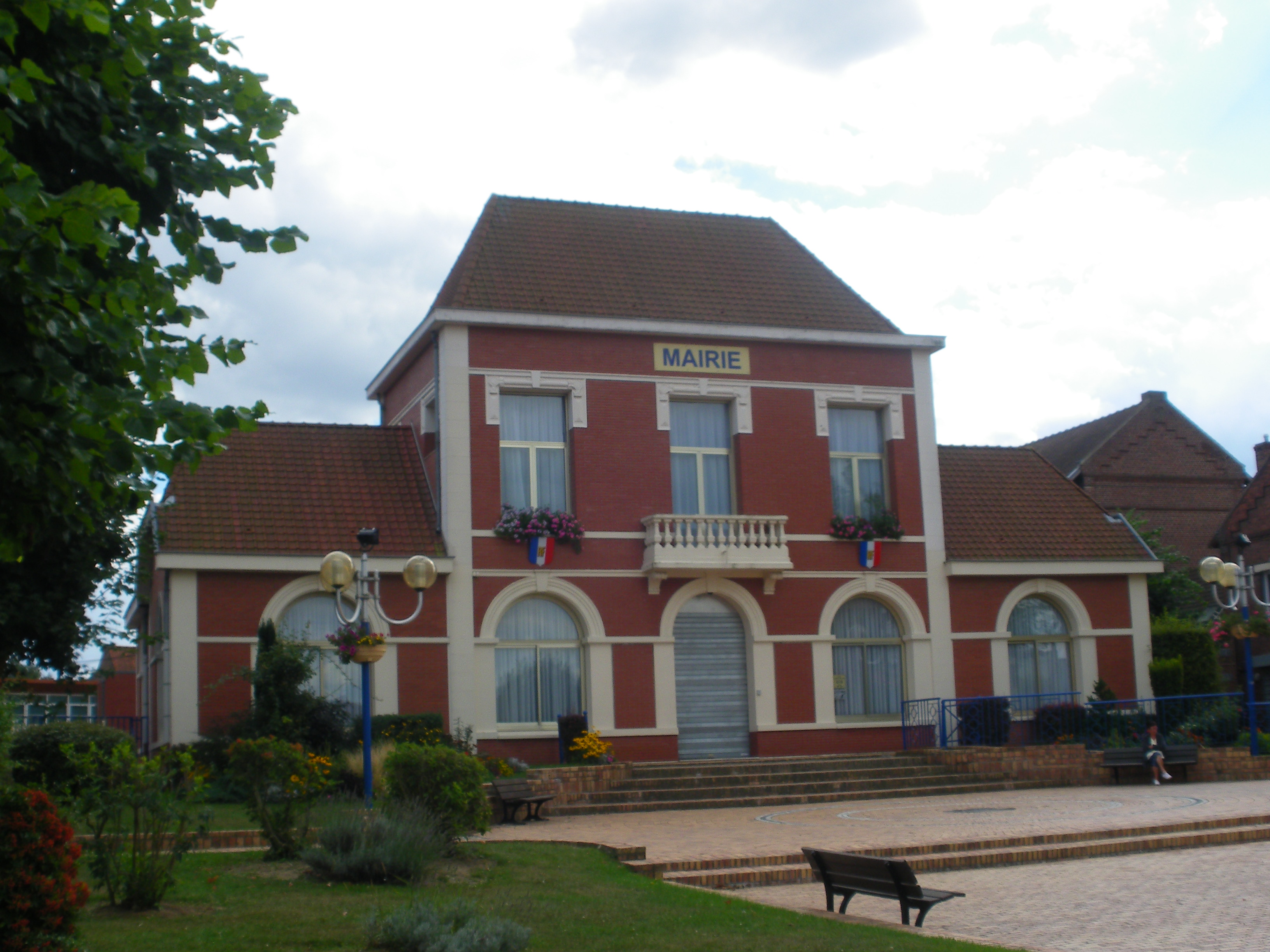
Gemeentehuis

## Geografie
De oppervlakte van Annay bedroeg op 1 januari 2022 4,33 vierkante kilometer; de bevolkingsdichtheid was toen 1.049,4 inwoners per km².

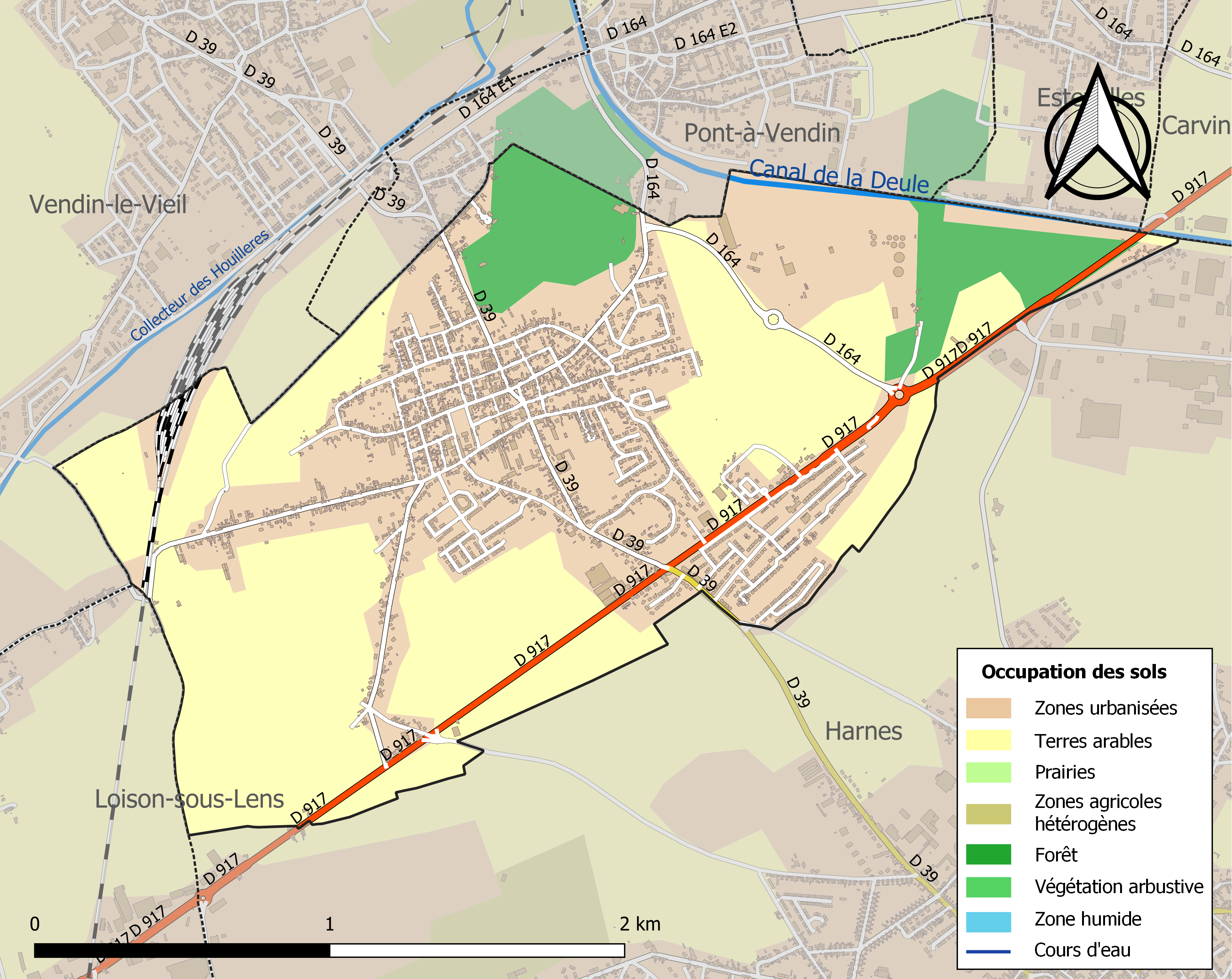
Kaart van de gemeente met belangrijkste infrastructuur, bodemgebruik en omliggende gemeenten

## Demografie
Onderstaande figuur toont het verloop van het inwonertal.
Annay · Lens · Loison-sous-Lens